# Diecezja Embu
Diecezja Embu – diecezja rzymskokatolicka w Kenii obejmująca miasto Embu. Powstała w 1986.

## Biskupi diecezjalni
- John Njue (1986–2002)
- Anthony Muheria (2003–2008)
- Paul Kariuki Njiru (2009–2023)
- Peter Kimani Ndung’u (od 2024)